# Wyżniany
Wyżniany (ukr. Вижняни) – wieś na Ukrainie w rejonie lwowskim (wcześniej w rejonie złoczowskim) obwodu lwowskiego.

## Historia
Wieś wzmiankowano pierwszy raz w końcu XIV wieku. W XVI wieku przy kościele powstała szkoła parafialna.
Pod koniec XIX w. wieś w powiecie przemyślańskim. Do II wojny światowej własność rodu Potockich. Do 1945 roku 75% mieszkańców stanowili Polacy.
W czasie okupacji niemieckiej mieszkająca w Wyżnianach polska rodzina Bezruczków dostarczała żywność żydowskiej rodzinie Gesundów, która ukrywała się w pobliskich Glinianach, za co w 1991 roku Instytut Jad Waszem uhonorował tytułami Sprawiedliwych wśród Narodów Świata Mikołaja i Katarzynę Bezruczków oraz ich córkę Jadwigę Pac z d. Bezruczko.

## Zabytki
- Kościół pw. św. Mikołaja ufundowany około 1400 roku przez polskich szlachciców Jana i Małgorzatę Klusów jest jednym z najstarszych na ziemi lwowskiej. Z okresu średniowiecza zachowało się prezbiterium, zakrystia (dawna kruchta) i gotycki portal. W 1648 kościół spalili Kozacy. Odbudowano go w 1651. W połowie XVIII wieku biskup Jan Samuel Ożga odnowił kościół. W latach 1927–1929 dobudowano neobarokową nawę według projektu architekta Bronisława Wiktora zmieniając orientację świątyni. We wnętrzu zachowało się wyposażenie barokowe z XVIII w. Po wypędzeniu polskich parafian w 1948 roku kościół został zamieniony na kołchozowy magazyn przez władzę bolszewicką. W 1995 grupa krakowskich studentów historii sztuki inwentaryzowała kościół, całkowicie wyposażony, co było rzadkością, wciąż jeszcze funkcjonujący jako magazyn zbożowy. Konfesjonały ustawione na ołtarzu, by było miejsce na zboże, ale w głównym retabulum, jak i w bocznych, nadal stały rzeźby i wisiały obrazy. Jeden z nich pełnił tylko funkcje zasuwy, a pod nią był obraz Matki Boskiej w typie Salus Populi Romani, idealnie zachowany, w bogato pozłoconej drewnianej sukience kontrastującej z purpurowym zetlałym aksamitem, którym obita była nisza z płótnem. Studenci dokładnie opisali i sfotografowali kościół i obraz. Kilka lat później w kościele nie było już ani rzeźb, ani obrazów[3].
- cmentarz z neogotyckim nagrobkiem